# لاکوود ولی (کالیفرنیا)
لاکوود ولی (به انگلیسی: Lockwood Valley) یک منطقهٔ مسکونی در ایالات متحده آمریکا است که در شهرستان ونچورا، کالیفرنیا واقع شده‌است. لاکوود ولی ۱٬۴۷۵ متر بالاتر از سطح دریا واقع شده‌است.